# البطولة العربية للأندية الفائزة بالكؤوس 2000
البطولة العربية للأندية الفائزة بالكؤوس 2000 هي النسخة الحادية عشرة من البطولة العربية للأندية الفائزة بالكؤوس التي أقيمت في الرياض، السعودية من 8 إلى 22 نوفمبر 2000. مثلت الفرق الدول العربية في أفريقيا وآسيا. فاز الهلال السعودي بالبطولة للمرة الأولى في تاريخه، على حساب النصر السعودي.